# Vanessa Gleason
Vanessa Gleason (San Diego, California; 31 de agosto de 1979) es una modelo y actriz estadounidense. Fue elegida como Playmate por la revista Playboy en septiembre de 1998, y ha aparecido en numerosos vídeos de Playboy.

## Filmografía
- 9 vídeos Playboy

## Apariciones notables en TV
- The Man Show interpretando a ella misma en el episodio: "Playboy Mansion" (episodio # 2.13) 10 de septiembre de 2000
- Beverly Hills, 90210 interpretando a "Waitress" en el episodio: "Tainted Love" (episodio # 10.13) 12 de enero de 2000
- Pensacola: Wings of Gold interpretando a "Score Girl" en el episodio: "Stand Down" (episodio # 2.5) 5 de octubre de 1998